# Gola (arquitectura)

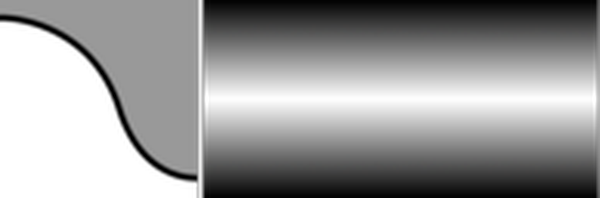
Gola: moldura con forma de S. Sección y alzado sombreado.

La gola es una moldura cuyo perfil tiene forma de S. Posee la concavidad en la parte superior y la convexidad en la inferior. En la gola la parte más saliente está arriba. Es similar al cimacio. 
Si tiene la convexidad en la parte superior y la concavidad en la inferior se denomina gola inversa, o gola reversa. Es similar a la nacela. 
Se denomina talón a la moldura cuyo perfil consta de una parte convexa y otra cóncava. El talón derecho tiene arriba la parte convexa, y el talón reverso abajo.
 En el talón la parte más saliente está abajo.
Las curvaturas del talón y de la gola son idénticas, pero el uso de estas molduras no es el mismo. En la gola la parte más saliente está arriba y en el talón al contrario, la parte más saliente está abajo; lo cual hace que la gola solo pueda servir para cornisas, jambas, capiteles, etc., y el talón para basas de columnas, de pedestales y en general de un embasamento cualquiera.